# 브루스 스트랠리
브루스 스트랠리(Bruce Straley)는 미국의 비디오 게임 기획자, 원화가 및 디자이너이다. 너티 독에서 근무해 《더 라스트 오브 어스》와 《언차티드 4: 해적왕과 최후의 보물》같은 작품들을 감독한 것으로 유명하다.
웨스턴 테크놀로지스에 입사한 것을 통해 비디오 게임 산업에 입문했으며 매니서 6게임 카트리지(1992)와 《엑스맨 (1993)》에 기여했다. 이후 퍼시픽 소프트스케이프를 창립해 《제너레이션즈 로스트 (1994)》에 디자이너로 참여했다. 회사 해체 후 크리스털 다이내믹스에 고용돼 《겍스: 엔터 더 겍코 (1998)》를 개발했으며 《겍스 3: 딥 커버 겍코 (1999)》에 게임 디렉터였다가 개발중 퇴사했다.
1999년에 너티 독에 입사해 《크래시 팀 레이싱 (1999)》과 《잭과 덱스터 (2001–2004)》 시리즈에 아티스트로 참여했다. 《언차티드: 엘도라도의 보물 (2007)》에선 공동 아트디렉터가 됐으며 《언차티드 2: 황금도와 사라진 함대 (2009)》에선 게임 디렉터로 승진했다. 이후 2013년 《더 라스트 오브 어스》와 2016년 《언차티드 4: 해적왕과 최후의 보물》에서 게임 디렉터직을 수행했다. 2017년 9월 너티 독에서 퇴사했으며 2022년 7월 새 기업 와일드플라워 인터랙티브를 창립했다.